# John Craufurd (général)
Pour les articles homonymes, voir Craufurd.
John Craufurd (vers 1725-1764) est un officier et homme politique de l'armée britannique qui siégea à la Chambre des communes entre 1761 et 1764.

## Jeunesse
Craufurd était le septième fils de Patrick Craufurd de Drumsoy. Il rejoint l'armée comme enseigne dans le Somerset Light Infantry en 1738. Il devint capitaine en 1743, major en 1747 et lieutenant-colonel en 1749 sous les ordres du général Pulteney.

## Carrière militaire
En 1759, Craufurd fut choisi pour être colonel du 85th Regiment of Foot levé par Lord Bath, pour Lord Pulteney le fils du général Pulteney. Il fut colonel du régiment de 1759 à 1763. En 1759, il entreprit une tournée de recrutement pour le régiment dans le nord de l'Angleterre. En partance pour York il la présente ainsi "je rencontrerai Lord Northumberland et quelques autres qui sont zélés pour servir le corps d'infanterie. De là, j'irai à Newcastle, où j'ai des amis, et apporterai avec moi des recommandations appropriées à Sir Walter Blackett, M. Ridley et d'autres ". 
Il devient général de brigade en 1760 et participe à la prise de Belle-Île en mars 1761. De 1762 à 1763, il sert au Portugal. Il devient colonel du 3rd Foot en 1763.

## Carrière parlementaire
Craufurd sembla utiliser sa tournée de recrutement dans le Nord en 1759 dans un autre but. Il poursuitvait ses ambitions parlementaires. John Calcraft, agent régimentaire du 85th Foot, écrivit à Craufurd en septembre : « J'approuve fortement votre plan de Newcastle ainsi que vos intentions de Berwick, et je pense qu'avec vous le secret est nécessaire là-bas à l'heure actuelle quant aux intentions électorales, même si je ferais tout Je pourrais m'y conformer et éviter la présente déclaration publique. » Plus tard, Craufurd, à l'invitation du maire, des bourgeois et d'une majorité d'hommes libres, sécurisa son ambition électorale à Berwick-upon-Tweed et fut élu. Il a été réélu sans opposition comme député de Berwick lors des élections générales de 1761. Ses responsabilités militaires et autres l'ont tenu à l'écart du Parlement, et il a été dit que "Craufurd n'a jamais parlé à la Chambre, bien qu'il ait souvent menacé de le faire". .

## La vie plus tard
Craufurd devint également lieutenant-gouverneur de Berwick en avril 1764, apparemment « jusqu'à ce que Guise (le gouverneur) meure ». Il était un palliatif après la mort de John Barrington. Il devint également lieutenant-gouverneur de Minorque en juin 1764. Il mourut célibataire à Minorque le 2 août 1764.